# Пруцын, Олег Иванович
Пруцын Олег Иванович (04 ноября 1926 года, Москва) — архитектор, профессор Московского архитектурного института, ректор Института искусства реставрации, действительный член Академии гуманитарных наук, Президент Академии архитектурного наследия, действительный член Российской академии естественных наук, Почетный член Российской академии архитектуры и строительных наук, Заслуженный архитектор Российской Федерации.

## Биография
О. И. Пруцын родился в Москве 4 ноября 1926 года, в 1942 г. поступил в Московский архитектурный институт, который окончил в 1948 году. С 1948 г. по 1951 г. работал во Владимирской специальной научно-реставрационной мастерской, где им проводились работы по обследованию памятников архитектуры Владимирской. Калужской и Московской областей, всего около 550 объектов. С 1949 г. участвовал в проведении реставрационных работ Ново-Иерусалимского Воскресенского монастыря. С 1951 по 1954 годы в проектной конторе «Дормостпроект» осуществил ряд авторских проектов и построек в Москве: мост через реку Сетунь на Воробьевском шоссе, пешеходный тоннель «Сокол», общежитие на Коптевских выселках, жилые дома в г. Перово, фонтаны на Выставке достижений народного хозяйства (ВДНХ).
С 1954 по 1955 гг. и с 1957 по 1959 гг. работал архитектором в художественном фонде РСФСР, выполнял проектирование и строительство ряда памятников и мемориальных досок, посвящённых знаменательным событиям и выдающимся деятелям.
С 1955 г. по 1957 г ведущий архитектор Республиканской реставрационной мастерской по реставрации храма Василия Блаженного на Красной площади в г. Москве.
С 1959 г. по 1960 г. архитектор по охране памятников культуры в Управлении культуры Мособлисполкома.
В 1960 г работал в Архитектурно-планировочном Управлении г. Москвы. С 1960 г. по 1969 г. начальник отдела капитального строительства ГосНИИ гражданской авиации.
С 1969 г. по 1973 г. главный архитектор треста «Мособлстройреставрация».
С 1960 г. по 1977 г. вел педагогическую работу во Всесоюзном заочном институте пищевой промышленности. С 1973 г. — старший преподаватель, доцент, профессор Московского архитектурного института.
С 1974 г. по 1977 г. начальник Государственной инспекции по охране памятников истории и культуры Министерства культуры России, Государственный инспектор памятников России.
В 1963 г. защитил диссертацию на соискание ученой степени кандидата архитектуры. Решением Высшей Аттестационной комиссии при Совете Министров СССР от 10 июня 1983 г. присвоено учёное звание профессора. Имеет более 190 научных работ.
С 1952 г. — член Союза архитекторов СССР.
С 1970 г. по 1988 г. — член Правления Союза архитекторов СССР.
В 1977 г. избран членом Президиума Центрального Совета Всероссийского общества охраны памятников.
С 1980 по 1985 гг. — директор проектного института «Спецпроектреставрация».
С 1990 г. Вице-президент Российского Комитета ИКОМОСа.
В 1991 году основал Высшую Реставрационную Школу (сейчас Институт искусства реставрации).
В 1995 г. избран пожизненным Вице-президентом ассоциации Американского Международного биографического института в Северной Каролине, США. Этим же институтом признан и включен в список 500 и 5000 выдающихся деятелей мира, в 1995 награждён Золотой медалью «Человек Года».
В 1995 г. избран членом Ордена международного братства в Кембридже (Англия), членство в котором строго ограничено 500 представителями всего мира, а также в состав его руководящего органа — Правления Ордена. Награждён Международным Биографическим Центром (Кембридж, Англия) медалью «Человек XX столетия». Биографические сведения изложены в 10 международных сборниках-книгах, изданных в Англии и США.
В 1998 г. избран профессором Северо-Западного института архитектуры и инженерии (Сиань, Китай).
с 2004 года входил в состав Координационного совета по образованию в области культуры и искусства.